# Хостікоєв Анатолій Георгійович
Анато́лій Гео́ргійович Хостіко́єв (ос. Хостыхъоты Георгийы фырт Анатолий), нар. 15 лютого 1953, Київ — український актор театру і кіно, імпресаріо. Народний артист УРСР, повний кавалер ордену «За заслуги».
Переможець конкурсу загальнонаціональної премії «Людина Року 2001» та «Людина Року 2003» у номінації Актор Року.

## Життєпис
Анатолій Георгійович Хостікоєв народився 15 лютого 1953 року в місті Києві. Батько осетин, мати — українка. Громадянин України.
Освіту здобув у Київському інституті театрального мистецтва імені Карпенка-Карого, який закінчив 1974 року за спеціальністю «актор театру і кіно».
З 1974 по 1976 та з 1977 по 1978 роки — актор Львівського театру ім. М. Заньковецької. Відслужив у лавах радянської армії з 1976 по 1977 роки. З 1978 по 1980 — актор Київського академічного російського театру ім. Лесі Українки, з 1980-го — актор Київського національного академічного драматичного театру ім. Івана Франка.
У 1999 році разом з Богданом Бенюком засновує Театральну компанію «Бенюк і Хостікоєв».
Депутат Київської міської ради 2006—2011 років скликання. Безпартійний.
У квітні 2015 року Анатолій Хостікоєв висловився щодо заборони російських фільмів в Україні. На його думку, вона мала відбутися давно:
| Це не є привід для радощів. Такі фільми як «Брат», «Брат 2». Ще тоді треба було зрозуміти. Це такі фільми, які потім приведуть до того, що зараз сталося. Але дуже б хотілося, щоб у нас в Україні знімалися свої серіали, свої фільми. Я переконаний, що будуть режисери, будуть сценаристи, які писатимуть для українських акторів. |
У червні 2018 долучився до проекту «ТСН» на підтримку незаконно ув'язненого у Росії українського режисера Олега Сенцова.

### Родина
- Надія Кондратовська — перша дружина;
- Любов Куб'юк — друга дружина;
  - Георгій Хостікоєв — син, актор;
- Наталія Сумська — третя дружина, українська акторка театру та кіно.
  - В'ячеслав Хостікоєв — син.[2]

## Театральні роботи

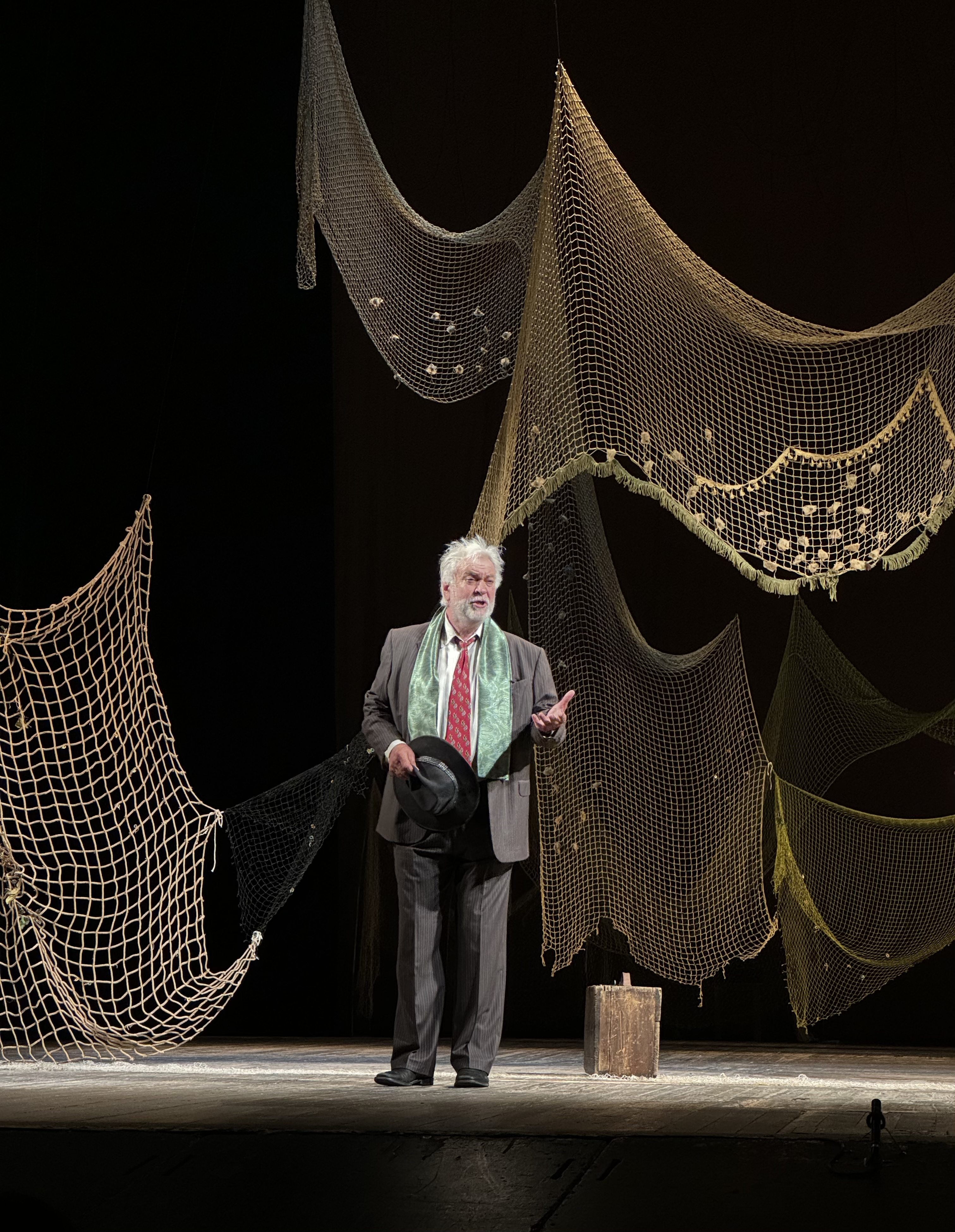
Анатолій Хостікоєв (Алексіс Зорба) у виставі «Грек Зорба» Нікоса Казандзакіса. Національний академічний драматичний театр ім. Івана Франка, Київ

Національний академічний драматичний театр імені Івана Франка
- 1980 — «Дядя Ваня» за однойменною п'єсою Антона Чехова; реж. Сергій Данченко — Астров
- 1980 — «Загибель ескадри» О. Корнійчука; реж. Сергій Данченко — Фрегат
- 1981 — «Моя професія — синьйор з вищого світу» Д. Скарніччі, Р. Тарабузі; реж. Володимир Оглоблін — Антоніо
- «Благочестива Марта» Тірсо де Моліна; реж. Володимир Оглоблін — Дон Філіппе
- «Санітарний день» О. Коломійця; реж. Володимир Оглоблін — Федя
- «Мата Харі» Н. Йорданова — Іван Попов
- «Фронт» О. Корнійчука — Огнєв
- «Бунт жінок» Н. Хікмета, В. Комісаржевської — Роберто
- 1986 — «Енеїда» І. Котляревського; реж. Сергій Данченко — Еней
- «Аукціон» М. Гараєва — Валера
- 1987 — «Майстер і Маргарита» за мотивами однойменного роману Михайла Булгакова; реж. Ірина Молостова — Воланд
- 1988 — «Камінний господар» Лесі Українки; реж. Сергій Данченко — Командор
- «Різдвяна ніч» М. Гоголя — Дяк
- 1989 — «Тев'є-Тевель» Григорія Горіна; реж. Сергій Данченко — Менахем
- 1990 — «Санаторійна зона» М. Хвильового; реж. Сергій Данченко — Анарх
- 1991 — «Біла ворона» Ю. Рибчинського, Г. Татарченка; реж. Сергій Данченко — Жульєн
- 1994 — «Талан» М. Старицького; реж. Ірина Молостова — Антон Квітка
- 1995 — «Крихітка Цахес» Ярослава Стельмаха; реж. Сергій Данченко — Бальтазар
- 1996 — «Мерлін, або спустошена країна» Т. Дорста, У. Елера; реж. Сергій Данченко — Модред
- 1997 — «Кармен» А. Жолдака-Тобілевича, А. Хостікоєва за новелою П. Мериме; реж. Андрій Жолдак — Хосе
- 1999 — «Швейк» за мотивами роману «Пригоди бравого вояка Швейка» Ярослава Гашека; реж. Мирослав Гринишин та Андрій Жолдак — Шпик / жандарм / пан-отець / поручник Лукаш
- 1999 — «Кін IV» Григорія Горіна; реж. Анатолий Хостикоев — Едмунд Кін
- 2000 — «Пігмаліон» Бернарда Шоу; реж. Сергій Данченко — Генрі Хіггінс
- 2001 — «Отелло» за п'єсою В. Шекспіра; реж. Віталій Малахов — Отелло
- 2010 — «Грек Зорба» Н. Казандзакіса; реж. Віталій Малахов — Алексіс Зорба
- 2015 — «Ліс» Олександра Островського; реж. Дмитро Богомазов — Геннадій Нещасливцев, пеший мандрівник
- 2016 — «Незрівнянна» Питра Квилтера; реж. Анатолій Хостикоєв — Сейнт Клер

Театральна компанія «Бенюк і Хостікоєв»
- 2003 — «Синьйор з вищого світу» Д. Скарніччі, Р. Тарабузі; реж. Анатолій Хостикоєв — Леонида Папагатто
- 2004 — «Про мышей і людей» Дж. Стейнбека; реж. Віталій Малахов — Ленни
- 2005 — «Біла ворона» Ю. Рибчинського, Г. Татарченка; реж. Анатолій Хостикоєв — менестрель
- 2008 — «Задунаец за порогом» за мотивами опери С. Гулака-Артемовского; реж. Анатолій Хостикоєв — Султан
- 2011 — «Люкс для иностранцев» Девида Фримана — спонсор Фестиваля

Інші театри
- «Сон літньої ночі»; реж. Віталій Малахов — король Оберон (Київський академічний драматичний театр на Подолі)
- 2015 — «Він — моя сестра»; реж. Віталій Малахов — Рой (антреприза)

### Режисерські работи
- 1999 — «Кін IV» Г. Горіна
- 2003 — «Синьйор з вищого світу» Д. Скарніччі, Р. Тарабузі
- 2005 — «Біла ворона» Ю. Рибчинського, Г. Татарченка
- 2008 — «Задунаец за порогом» за мотивами опери С. Гулака-Артемовского; реж. Анатолій Хостикоєв
- 2016 — «Незрівнянна» Питра Квилтера

## Фільмографія
- 1976 — «Дума про Ковпака» («Карпати—Карпати») — Янош Шот
- 1978 — «Женці» — Гунько
- 1979 — «Поїзд надзвичайного призначення» — Марчук
- 1979 — «Вавилон XX» — Володя Яворський, поет
- 1984 — «На мить озирнутися...» — Спирка, матрос
- 1985 — «Контрудар» — Черняховський, генерал
- 1985 — «Мільйон у шлюбному кошику» — Раймондо
- 1986 — «Точка повернення» — Дмитро Кулебякін, бортмеханік
- 1986 — «Дім батька твого» — Федір, середній син Платона
- 1988 — «Камінна душа» — Дмитро Марусяк
- 1990 — «Балаган» — Ігор
- 1990 — «Штемп» — Аркадій Єршов (озвучує Олексій Іващенко)
- 1991 — «Господня риба» — Віктор, актор
- 1991 — «Кому вгору, кому вниз» (інша назва — «Шоколадний бар») — Фауст
- 1991 — «Похорон на другому поверсі» — Аркадій Юрійович Єршов, підполковник
- 1992 — «Америкен бой» — Близнюк-старший
- 1992 — «Для домашнього огнища» — Антін
- 1993 — «Ніч запитань» — актор
- 1993 — «Пастка» (мінісеріал) — Євгеній Рафалович, адвокат (знятий 1993-го, вийшов на екрани 1996 року, того ж року — Національна премія України імені Тараса Шевченка)
- 1994 — «Викуп» — Євген Андрійович Сагибов, колишній підполковник Радянської армії (озвучив Олексій Горбунов)
- 1996 — «Дякую за те, що ти є»
- 1997 — 2003 — «Роксолана» (телесеріал) — султан Сулейман
- 2001 — «Леді Бомж» — «Кен» (Тимур Хакимович Кенжетаєв)
- 2007 — «Серцю не накажеш» — Григорій Варламов, мільйонер
- 2008 — «Наслання»
- 2011 — «Діло було на Кубані» — Ігор Михайлович Крутов
- 2013 — «Пастка» (телесеріал) — Вадим Олександрович Валуєв
- 2014 — «Поки станиця спить» (телесеріал) — Гаврило Петрович, отаман
- 2014 — «Вітряна жінка» — Олександр Іванович Боголюбов, бізнесмен, голова холдингу «Боголюбов і Ко»
- 2015 — «Останній яничар» (телесеріал) — Гаврило Петрович
- 2016 — «Катерина»
- 2016 — 2017 — «Село на мільйон» — Іван Устимович Боярчук, голова сільради селища Куляби
- 2017 — «Казка старого мельника» — Старий мельник
- 2020 — «Віктор Робот» (анімаційний фільм) — музикант (озвучання)